# Richard Huckle
Richard Huckle (sinh ngày 14 tháng 5 năm 1986 – mất ngày 13 tháng 10 năm 2019) là một tên tội phạm ấu dâm. Sau khi nhận được mật báo từ cảnh sát Úc, cơ quan tội phạm quốc gia Anh đã tiến hành bắt giữ Huckle. Hắn bị kết án 71 tội danh liên quan đến tấn công tình dục nghiêm trọng đối với trẻ em, khi lợi dụng vai trò là giáo viên, nhiếp ảnh gia, và một người sùng đạo Thiên chúa ở Malaysia.
Phương tiện truyền thông và các nhóm công tố viên đều cho rằng Huckle là một trong những kẻ ấu dâm tồi tệ nhất lịch sử nước Anh, ngang hàng với những tên tội phạm già khét tiếng khác như Sidney Cooke, Jimmy Savile và Ian Watkins, mặc dù tại thời điểm bị bắt hắn vẫn rất trẻ, mới chỉ 28 tuổi. Vào ngày 6-6-2016, Huckle đã bị tuyên 22 án tù chung thân, với thời hạn ở tù ít nhất là 25 năm, trước khi được xem xét các điều kiện đặc xá.

## Cuộc sống ban đầu
Richard Huckle sinh ra trong một gia đình trung lưu ở Ashford, Kent. Thời gian học trung học tại trường Harvey, Folkestone, hắn được bạn bè mô tả là "một kẻ khá cô độc, nhưng không có gì khác thường". Năm 16 tuổi, trước khi tốt nghiệp Harvey, Huckle đã có chuyến du lịch kéo dài 1 tháng tới thăm một trường học ở Namibia. Sau đó hắn học đại học tại trường South Kent.
Huckle là tín đồ thường xuyên tại nhà thờ Baptist Ashford, nơi hắn được nhận xét là một người gã trầm lặng. Hắn cũng là thành viên hoạt động tích cực của một nhà thờ khác ở London, cho đến thời điểm bị bắt vào tháng 5-2015.

## Thời gian ở Malaysia
Sau khi tốt nghiệp Đại học, Huckle dành một năm để tới Malaysia (2005-2006), dưới sự tổ chức của công ty du lịch World Challenge - nơi đã tổ chức chuyến đi cho hắn tới Namibia. Hắn trở lại Malaysia thường xuyên, giúp đỡ các nhà thờ và cộng đồng địa phương. Sau đó hắn chuyển hẳn đến định cư ở đó vào năm 2010. 
Huckle đăng ký một khóa học ngắn hạn CELTA của Hội đồng Anh (chứng chỉ cho phép dạy tiếng Anh cho người nước ngoài), trước khi bắt đầu làm việc như một nhiếp ảnh gia tự do cho các cộng đồng dân cư địa phương quanh Kuala Lumpur. Hắn cũng ghi danh vào khóa học IT tại một trường đại học địa phương, với hy vọng tiến xa hơn nữa trong sự nghiệp và củng cố địa vị của mình ở cộng đồng.
Ngoài Malaysia - nơi tất cả những hành động tàn ác mà hắn bị kết tội diễn ra, và Campuchia - nước được đề cập đến trong phiên tòa, Huckle còn đi nhiều nước khác quanh Đông Nam Á như Singapore, Lào, Ấn Độ. Một chi tiết đã được tiết lộ, trong khi ở Ấn Độ, hắn từng thuyết phục một mục sư để được mời đến một cô nhi viện tại Bangalore chụp ảnh và làm video cho những đứa trẻ, hắn đã tự nhận là giáo viên để có được sự tin tưởng tại đây.

## Tội phạm tình dục

### Bắt giữ lần đầu
19/12/2014, theo một nguồn tin bí mật từ Task Force Argos, một đội đặc vụ của cảnh sát Queensland (Úc) chuyên chịu trách nhiệm điều tra nạn bóc lột và lạm dụng trẻ em trên mạng, Huckle bị các cảnh sát thuộc cơ quan Tội phạm quốc gia Anh quốc bắt giữ tại sân bay Gatwick, London và thẩm vấn vì bị tình nghi về các hành vi xâm phạm trẻ em nghiêm trọng. Lúc đầu, hắn từ chối trả lời và được bảo lãnh với điều kiện quản thúc tại gia. Máy ảnh, laptop và ổ cứng của hắn bị thu giữ.

### Diễn biến của vụ bắt giữ
Các cảnh sát của Task Force Argos đã phát hiện một mạng lưới những kẻ ấu dâm hoạt động trong web đen The Love Zone (TLZ) được một thời gian. Họ nhận thấy một thành viên luôn đăng bài với lời chào có vẻ bất thường "hiyas" và hắn có một nốt ruồi khá nổi bật trên ngón tay. Cảnh sát lần theo Internet, mạng xã hội và cuối cùng họ tìm thấy một trang Facebook phù hợp với hồ sơ kẻ họ đang tìm, bao gồm cả lời chào và nốt ruồi. Trang FB đó là giả, nhưng tấm hình của một chiếc xe đã giúp cảnh sát tìm ra Shannon McCoole, một nhân viên chăm sóc trẻ em tại Adelaide. Lệnh bắt giữ McCoole được ban hành. Khi khám xét nhà hắn, cảnh sát phát hiện ra McCoole chính là kẻ đã điều hành trang web đen trong thời gian đó. Hắn bị kết án 35 năm tù. 
Cảnh sát sử dụng danh tính của McCoole và điều hành trang web đen trong 6 tháng trời, để lôi tuột những thành viên bệnh hoạn của trang web ra ánh mặt trời. Họ dò tìm từng chi tiết nhỏ nhặt trong những bộ phim bức ảnh thành viên TLZ gửi lên mạng, để dò tìm ra vị trí nạn nhân. Họ chú ý từng chi tiết nhỏ nhặt trong nội dung phương thức nói chuyện của những kẻ ấu dâm, để lần mò ra chúng. Họ đóng giả McCoole nhuần nhuyễn đến nỗi không ai biết chúng đang trò chuyện với cảnh sát, cho đến khi tin về McCoole bị bắt được đưa đến các phương tiện truyền thông. Đây là một nước cờ khác biệt của ngành điều tra. Khi điều tra trang web, cảnh sát đã giải cứu 85 trẻ em vẫn đang bị lạm dụng và bắt giữ hàng trăm kẻ ấu dâm khác. Một tên tuổi nổi bật lên trong số đó là Huckle. Bởi số lượng những đứa trẻ Huckle đã lạm dụng quá lớn và thái độ của hắn trong các bài viết quá hung hăng hống hách. Sau khi tìm ra danh tính thật của hắn và lần theo Internet, cảnh sát đã phát hiện ra Huckle sắp trở về Anh quốc một thời gian ngắn để đón Giáng Sinh, Họ cảnh báo ngay cho cơ quan Tội phạm quốc gia Anh quốc (đơn vị đã bắt giữ hắn khi hắn về đến Anh).

### Lời thú tội với gia đình và bị bắt giữ lần nữa
Sau khi bị bắt giữ lần đầu, Huckle đã được chấp nhận đóng tiền bảo lãnh, với điều kiện quản thúc tại gia trong khi cuộc điều tra vẫn đang tiếp tục. Huckle không có hồ sơ hình sự tại Anh và không có tiền án liên quan đến trẻ vị thành niên. Do đó, sau khi thẩm vấn, cảnh sát tạm thời thả hắn ra, trong khi chờ phân tích và lấy bằng chứng từ các thiết bị máy tính bị thu giữ. Huckle chọn "Không nói gì" trong cuộc thẩm vấn đầu tiên. Khi được tại ngoại, hắn phải đối mặt với ba mẹ về các cáo buộc bên phía cảnh sát, hắn luôn tự nhận mình vô tội. Chỉ đến khi Huckle say rượu, hắn mới thừa nhận các cáo buộc mà trước đó hắn đã phản đối. Ba mẹ Huckle đã đuổi hắn ra khỏi nhà và báo cảnh sát. Gia đình Huckle không muốn có bất cứ liên hệ nào với hắn và tội ác của hắn.

### Tạm giam và phiên tòa xét xử
Sau khi rời khỏi nhà cha mẹ, Huckle bị bắt lần nữa, và bị buộc tội 91 tội, bao gồm: tạo ra và sở hữu tài liệu khiêu dâm trẻ em, hãm hiếp con nít dưới 12 tuổi, đâm thọc bộ phận sinh dục / hậu môn, ngược đãi trẻ em, và thậm chí, còn tạo ra cẩm nang ấu dâm cho những tên khác học theo. Cảnh sát và tòa án từ chối cho phép hắn tại ngoại. Ban đầu hắn bị tạm giam ở HMP Lewes. Nhưng sau đó, xét thấy mức độ tội ác của hắn quá nghiêm trọng, hắn bị chuyển đến nhà tù HMP Belmarsh khét tiếng ở London để chờ xét xử.
Trong phiên tòa đầu tiên ở Old Bailey, vào 01/2016, Huckle từ chối tất cả 91 cáo buộc. Những cáo buộc này dài đến nỗi người ta mất hơn một tiếng đồng hồ để đọc nó ra trong phiên tòa. Và công tố viên đành phải lên kế hoạch cho 3 phiên tòa riêng lẻ, bởi họ cho rằng, một bồi thẩm đoàn không thể tiếp nhận nổi tất cả các bằng chứng phim ảnh trong 1 phiên tòa duy nhất.  Vào 04/2016, trong một phiên tòa sơ bộ, Huckle đã nhận 71 tội trong số 91 cáo buộc, sau khi người ta đòi xem bằng chứng phạm tội của hắn ngay trong phiên tòa. Vì hắn tự nhận tội, công tố viên quyết định không truy cứu 20 cáo buộc còn lại nữa. Một phần là để cứu vãn bồi thẩm đoàn khỏi nỗi kinh hoàng phải xem hết tất cả những phim ảnh phạm lỗi của Huckle. Một phần cũng bởi, 71 tội trạng đó cũng đủ nhiều để hắn phải tù mọt gông rồi. 
Trong buổi điều trần, quy mô tội ác đầy đủ của Huckle lần đầu tiên được phơi bày rõ ràng. Đoàn công tố viên, dẫn đầu bởi Brian O ' Neill QT, trưng bày tất cả bằng chứng cho tội ác kinh tởm của Huckle, từ ngày hắn bắt đầu "nghỉ học giữa hiệp" (gap year) năm 2006, cho tới hơn 8 năm sau, năm 2014, khi hắn bị bắt giữ. Bằng chứng bao gồm: hiếp dâm trẻ em dưới 12 tuổi, sở hữu và phân phối tài liệu khiêu dâm trẻ em, tạo ra sách báo khiêu dâm trẻ em, ngược đãi trẻ em, tạo ra tài liệu hướng dẫn ấu dâm có tựa đề "Ấu dâm và nghèo đói: cách thức thực hiện", đâm thọt bộ phận sinh dục / hậu môn trẻ dưới 12 tuổi. Thậm chí, hắn còn quyên tiền cho các hoạt động của mình, qua đám đông tài trợ trên mạng. Nạn nhân của hắn dao động từ tháng 6 đến 12 tuổi. Một đứa bé bị lạm dụng khi còn mặc tã lót. Và đứa khác, bị lạm dụng liên tục trong nhiều năm liền, từ hồi 5 tuổi tới 12 tuổi. Huckle có tài khoản trong 1 trang web đen, The Love Zone. Trang web này ẩn, dành riêng cho thể loại ấu dâm, và chỉ có thể truy cập được với phần mềm chuyên dụng. Trên trang web này, Huckle chia sẻ hình ảnh tội ác của hắn với các thành viên khác. Hắn còn tự hào khoe khoang tội ác của mình, khi viết những lời lẽ như sau: "Trúng độc đắc. Có bé gái 3 tuổi trung thành như chó với tao. Và dường như chẳng ai quan tâm cả." Trong 1 dòng nhận xét khác, hắn viết, "Trẻ em nghèo đói thật là dễ dụ dỗ. Dễ hơn nhiều so với bọn xuất thân từ tầng lớp trung lưu."  Từ hơn 20,000 hình ảnh, công tố viên có thể chỉ ra được 29 nạn nhân. Và đó chỉ là phần nổi mà thôi. Từ nguồn bằng chứng khác, họ tin có ít nhất 200 nạn nhân trên cả vùng Đông nam Á. Và vẫn còn hàng ngàn hình ảnh được mã hóa trong laptop của Huckle mà nhà chức trách vẫn chưa thể mở được.
Trong buổi điều trần, phương pháp để Huckle tăm tia nạn nhân cũng được phơi bày. Nó bao gồm, đưa trẻ mồ côi ra khỏi viện chơi, hay hộ tống trẻ em về nhà sau bữa tiệc sinh nhật. Huckle thậm chí còn đề cập đến việc kết hôn với một trong số những nạn nhân, để hắn có thể hợp pháp hóa việc xây dựng nhà tình thương, đưa trẻ về nuôi dưỡng. Và tất nhiên, lạm dụng tình dục tất cả những đứa trẻ đến đi, để có thể biến ấu dâm thành công việc toàn thời gian, chứ không phải bữa no bữa đói dựa trên những con mồi nhỏ lẻ như ngày trước. Huckle cũng làm 1 sổ cái ghi lại những chiến tích của hắn. Trong cuốn sổ này, hắn ghi lại danh tính những đứa trẻ, những hành động của mình, và tự cho mình điểm số, dựa trên mức độ hắn lạm dụng nạn nhân.  Từ cuốn sổ này, người ta tính ra được, có khoảng 200 đứa trẻ bị lạm dụng tình dục. 

### Xét xử ngoài lãnh thổ
Huckle bị truy tố theo Phần 72 của Tội phạm Tình dục Hành động 2003, cho phép luật pháp Anh được thẩm vấn và kết tội những kẻ có hành vi ấu dâm ngoài lãnh thổ nước Anh, để tránh tình trạng công dân Anh ra nước ngoài cho mục đích tình dục du lịch. Các tổ chức từ thiện bảo vệ quyền lợi trẻ em rất hoan nghênh điều này.
Phần luật 72 này ít khi được sử dụng. Mặc dù không có nguồn tin chính thức, nhưng người ta cho rằng, Huckle mới là người thứ 7 bị truy tố dưới phần luật này. Và hắn cũng là kẻ bị truy tố nghiêm trọng nhất trong số 7 người.

## Tuyên án
Phiên tòa xét xử Huckle bắt đầu tại Old Bailey vào ngày 01/06/2016 và kéo dài đến 03/06/2016, với bản án được tuyên vào ngày 06/06/2016. Vào đầu phiên tòa, thẩm phán của vụ án, Peter Rook QC, nói rằng Huckle nên chờ là sẽ ở tù trong một thời gian rất dài. Bởi ông đang xem xét tuyên hắn vài án tù chung thân, với sự nghiêm trọng của những tội ác mà hắn đã thực hiện.

Trong phiên tòa tuyên án, luật sư của Huckle, Philip Sapsford QC, đã đọc lời khai của Huckle. Huckle đổ lỗi rằng tội ác của hắn là do sự thiếu chín chắn.
| “ | Tôi thực sự hiểu và thừa nhận quy mô về sự tổn hại mà tôi đã gây ra cho người dân Malaysia. Ban đầu, tôi chỉ hy vọng thoát khỏi cuộc sống tẻ nhạt cô đơn ở Anh, và tôi đã bị choáng ngợp bởi sự quan tâm chú ý mà tôi nhận được ở Malaysia. Tôi hoàn toàn đánh giá sai tình cảm tôi nhận được từ các em. Sự tự ti vào bản thân và sự thiếu tự tin trước phụ nữ của tôi, không thể là lý do cho việc tôi sử dụng trẻ em như một lối thoát tình dục. Tôi rộng lòng mong muốn phục hồi lại những hành vi sai lầm của mình. Tôi không muốn trở thành biểu tượng "tử vì đạo" cho kiểu du lịch tình dục ở Malaysia. Tất cả những gì tôi làm là hậu quả của sự non nớt của tôi, và tôi thật sự hối hận." | ” |
| — | |   |

Sapsford (luật sư bào chữa) tiếp tục bằng cách yêu cầu các thẩm phán xem xét độ tuổi trẻ măng của Huckle, sự hối hận của hắn, và việc Huckle không có tiền án. Ông ta cũng trích dẫn một báo cáo tâm thần, trong đó nói rằng Huckle có hạn chế kinh nghiệm tình dục với phụ nữ, và từng bị trầm cảm khi còn niên thiếu. Ông ta cũng nói rằng, dù tình tiết đã được giảm nhẹ đi, đây vẫn là vụ án ấu dâm lớn nhất mà ông từng tham gia bào chữa.
Công tố viên trong phiên tòa cũng ghi nhận rằng, pháp luật vẫn còn hạn chế trong việc chỉ cho phép buộc tội khi có đầy đủ bằng chứng hình ảnh. Bởi vì cuốn sổ cái của Huckle chứa danh tính 200 đứa trẻ bị lạm dụng, nhưng họ không thể buộc tội hắn trên cả 200 đứa này, mà chỉ có thể buộc dựa trên bằng chứng hình ảnh về 29 đứa trong đó. Tất cả bằng chứng về những đứa còn lại bị ẩn giấu trong phần ổ đĩa bị mã hóa hết rồi. 

06/06/2016, tại Old Bailey, Huckle bị tuyên 22 án chung thân, và phải ở tù ít nhất 25 năm, trước khi được thả lỏng ra ngoài xã hội. Hắn sẽ có đủ điều kiện để được ân xá lần đầu tiên vào năm 2041, nếu hắn có hành vi tốt, và Hội đồng Parole của Liên hiệp Anh cho rằng hắn không còn gây nguy hiểm cho trẻ em, ở thời điểm đó. Tuy nhiên, Huckle có thể có đủ điều kiện để xin ân xá lần đầu vào năm 2040, nếu tính thời gian tạm giam trong lúc chờ xét xử vào án tù. Trước khi tuyên án, thẩm phán Peter Rook QC nói rằng Huckle đã thực hiện một chiến dịch hãm hiếp và hắn tự thúc đẩy điều đó nhằm đạt được sự thỏa mãn của mình.
| “ | Ông đã nhận 71 tội về tình dục, một con số lớn. Hiếm khi thẩm phán phải xét xử một vụ tội phạm tình dục, được gây ra bởi một kẻ duy nhất, trên một quy mô như thế này. Theo quan điểm của tôi, ông có thể có cảm giác hối tiếc, nhưng không hề có sự ăn năn hối cải thật sự. | ” |
| — | |   |

Huckle đứng cầu nguyện khi nghe tuyên án. Khi hắn bước xuống vành móng ngựa, một người phụ nữ trong phiên tòa hét lên, "Ngay cả 1,000 cái chết vẫn là quá ít cho mày!" 